# Luciano Spinosi
Luciano Spinosi (Roma, 9 maggio 1950) è un ex calciatore e allenatore di calcio italiano, di ruolo difensore.

## Biografia
Era conosciuto anche come Spinosi II per distinguerlo dal fratello maggiore Enrico, anch'egli giocatore di Serie A.
Nel 1983 apparve in un cameo insieme ad altri colleghi nel film Don Camillo; l'anno dopo fu anche, nella parte di sé stesso, nel film L'allenatore nel pallone.

## Carriera

### Giocatore

#### Club
Iniziò nella Tevere Roma giocando due stagioni in Serie D. Passato alla Roma nel 1967, esordì in Serie A il 12 maggio 1968 contro il Torino; coi giallorossi vinse la sua prima Coppa Italia nella stagione 1968-1969, mettendosi in evidenza a fine decennio assieme a Fabio Capello e Fausto Landini, nella squadra di Helenio Herrera.
Nell'estate 1970 fu acquistato in blocco, insieme ai succitati Capello e Landini, dalla Juventus. Rimase indiscusso titolare per quattro stagioni, restando poi in bianconero sino al 1978 e partecipando negli ultimi anni all'avvio del vittorioso ciclo di Giovanni Trapattoni. Con la maglia juventina giocò 241 partite (138 partite in campionato, 54 in Coppa Italia, 49 nelle coppe europee) segnando quattro reti, conquistando cinque scudetti e la Coppa UEFA 1976-1977, primo trofeo confederale del club torinese.
Tornato alla Roma nel 1978, disputò quattro stagioni in giallorosso vincendo due coppe nazionali. Ormai sul viale del tramonto, nel 1982 passò al Verona dove militò una stagione. Nel 1983 andò al Milan, con cui giocò l'ultimo suo campionato di massima serie, chiudendo la carriera l'anno seguente al Cesena, in Serie B.

#### Nazionale

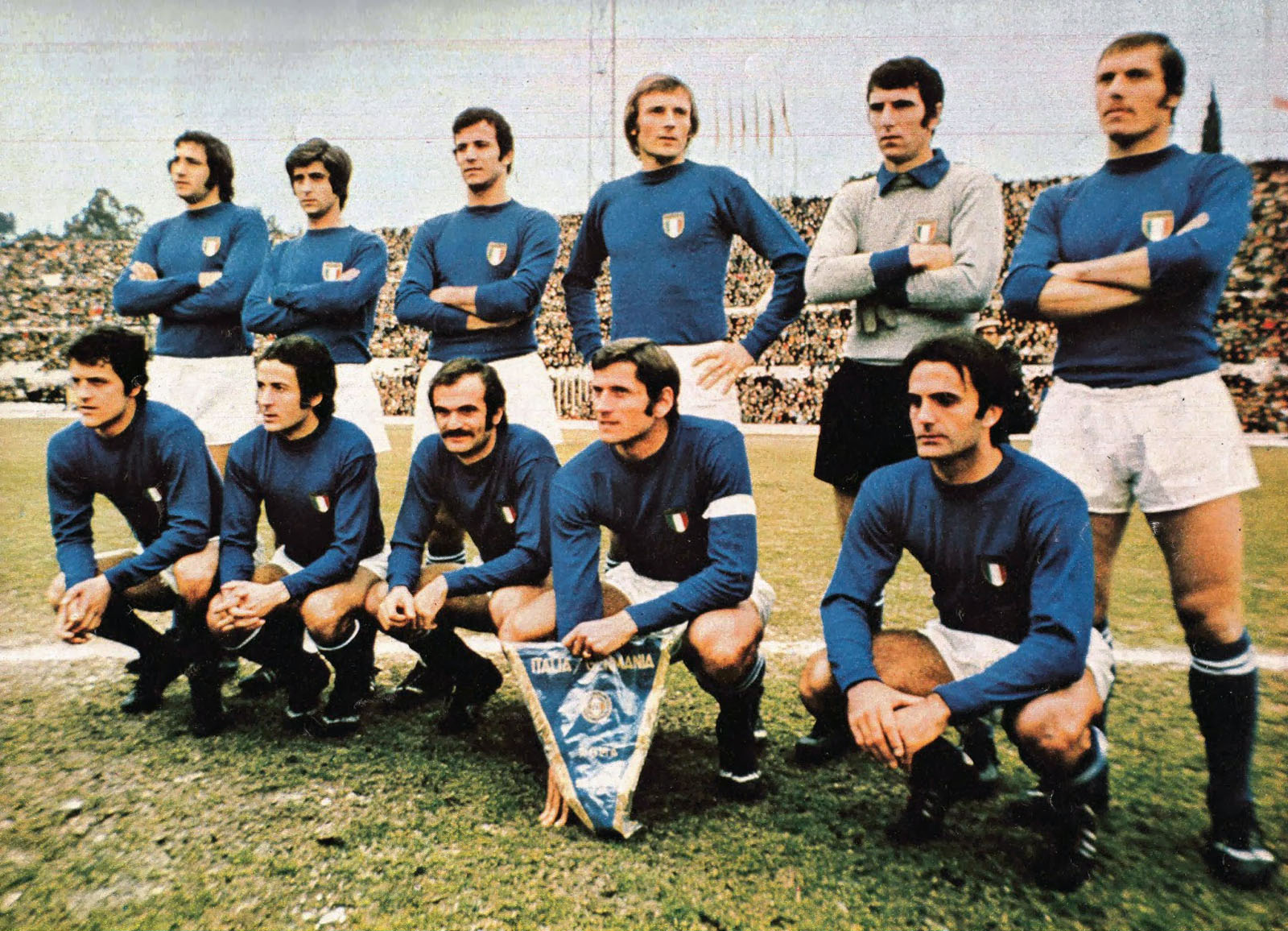
Spinosi (in piedi, terzo da sinistra) in nazionale nel 1974

Durante il suo periodo alla Juventus esordì in nazionale, il 9 giugno 1971, contro la Svezia. Con la maglia azzurra disputò in totale 19 gare, prendendo parte al campionato del mondo 1974 in Germania Ovest, dove chiuse la sua avventura in azzurro nella partita persa con la Polonia.

### Allenatore
Iniziò nella stagione 1984-1985, subentrando a Sergio Santarini alla guida della squadra Primavera della Roma. Sedette sulla panchina della squadra giovanile giallorossa per dieci anni, vincendo il campionato di categoria del 1989-1990, il Torneo di Viareggio 1991 e la Coppa Italia Primavera 1993-1994, allenando anche un giovane Francesco Totti.
Durante la stagione 1988-1989 sostituì Nils Liedholm in prima squadra per quattro gare, in cui ottenne 2 pareggi e 2 sconfitte, prima di lasciare il posto al rientrante Liedholm.
Nel 1994 passò al Lecce, in Serie B, venendo esonerato a causa degli scarsi risultati (6 punti in 11 gare, risultato di 6 pareggi, 5 sconfitte, nessuna vittoria) che relegò i pugliesi all'ultimo posto in classifica, e nel 1996 alla Ternana, in Serie C2. Nella stagione 1996-1997 affianca Sven-Göran Eriksson alla Sampdoria.
L'annata successiva andò alla Lazio dove fu dapprima vice con Eriksson, diventando poi collaboratore tecnico con Dino Zoff, Alberto Zaccheroni e Roberto Mancini, fino al 2004. Contribuì alla conquista di uno scudetto, tre Coppe Italia, due Supercoppe di Lega e, nel 1999, della Coppa delle Coppe e della Supercoppa UEFA, prime affermazioni confederali dei biancocelesti e, in generale, del calcio romano. Da marzo a ottobre 2007 fu infine vice di Fernando Orsi al Livorno, lasciando poi la squadra in seguito all'esonero di Orsi.

## Statistiche

### Cronologia presenze e reti in nazionale
| Cronologia completa delle presenze e delle reti in nazionale ― Italia | Cronologia completa delle presenze e delle reti in nazionale ― Italia | Cronologia completa delle presenze e delle reti in nazionale ― Italia | Cronologia completa delle presenze e delle reti in nazionale ― Italia | Cronologia completa delle presenze e delle reti in nazionale ― Italia | Cronologia completa delle presenze e delle reti in nazionale ― Italia | Cronologia completa delle presenze e delle reti in nazionale ― Italia | Cronologia completa delle presenze e delle reti in nazionale ― Italia |
| Data                                                                  | Città                                                                 | In casa                                                               | Risultato                                                             | Ospiti                                                                | Competizione                                                          | Reti                                                                  | Note                                                                  |
| --------------------------------------------------------------------- | --------------------------------------------------------------------- | --------------------------------------------------------------------- | --------------------------------------------------------------------- | --------------------------------------------------------------------- | --------------------------------------------------------------------- | --------------------------------------------------------------------- | --------------------------------------------------------------------- |
| 9-6-1971                                                              | Stoccolma                                                             | Svezia                                                                | 0 – 0                                                                 | Italia                                                                | Qual. Euro 1972                                                       | -                                                                     | 54’                                                                   |
| 25-9-1971                                                             | Genova                                                                | Italia                                                                | 2 – 0                                                                 | Messico                                                               | Amichevole                                                            | -                                                                     |                                                                       |
| 13-5-1972                                                             | Bruxelles                                                             | Belgio                                                                | 2 – 1                                                                 | Italia                                                                | Qual. Euro 1972                                                       | -                                                                     |                                                                       |
| 17-6-1972                                                             | Bucarest                                                              | Romania                                                               | 3 – 3                                                                 | Italia                                                                | Amichevole                                                            | -                                                                     |                                                                       |
| 21-6-1972                                                             | Sofia                                                                 | Bulgaria                                                              | 1 – 1                                                                 | Italia                                                                | Amichevole                                                            | -                                                                     |                                                                       |
| 20-9-1972                                                             | Torino                                                                | Italia                                                                | 3 – 1                                                                 | Jugoslavia                                                            | Amichevole                                                            | -                                                                     |                                                                       |
| 7-10-1972                                                             | Lussemburgo                                                           | Lussemburgo                                                           | 0 – 4                                                                 | Italia                                                                | Qual. Mondiali 1974                                                   | -                                                                     |                                                                       |
| 21-10-1972                                                            | Berna                                                                 | Svizzera                                                              | 0 – 0                                                                 | Italia                                                                | Qual. Mondiali 1974                                                   | -                                                                     |                                                                       |
| 13-1-1973                                                             | Napoli                                                                | Italia                                                                | 0 – 0                                                                 | Turchia                                                               | Qual. Mondiali 1974                                                   | -                                                                     |                                                                       |
| 25-2-1973                                                             | Istanbul                                                              | Turchia                                                               | 0 – 1                                                                 | Italia                                                                | Qual. Mondiali 1974                                                   | -                                                                     |                                                                       |
| 31-3-1973                                                             | Genova                                                                | Italia                                                                | 5 – 0                                                                 | Lussemburgo                                                           | Qual. Mondiali 1974                                                   | -                                                                     |                                                                       |
| 29-9-1973                                                             | Milano                                                                | Italia                                                                | 2 – 0                                                                 | Svezia                                                                | Amichevole                                                            | -                                                                     |                                                                       |
| 20-10-1973                                                            | Roma                                                                  | Italia                                                                | 2 – 0                                                                 | Svizzera                                                              | Qual. Mondiali 1974                                                   | -                                                                     |                                                                       |
| 14-11-1973                                                            | Londra                                                                | Inghilterra                                                           | 0 – 1                                                                 | Italia                                                                | Amichevole                                                            | -                                                                     |                                                                       |
| 26-2-1974                                                             | Roma                                                                  | Italia                                                                | 0 – 0                                                                 | Germania Ovest                                                        | Amichevole                                                            | -                                                                     |                                                                       |
| 8-6-1974                                                              | Vienna                                                                | Austria                                                               | 0 – 0                                                                 | Italia                                                                | Amichevole                                                            | -                                                                     |                                                                       |
| 15-6-1974                                                             | Monaco di Baviera                                                     | Italia                                                                | 3 – 1                                                                 | Haiti                                                                 | Mondiali 1974 - 1º turno                                              | -                                                                     |                                                                       |
| 19-6-1974                                                             | Stoccarda                                                             | Italia                                                                | 1 – 1                                                                 | Argentina                                                             | Mondiali 1974 - 1º turno                                              | -                                                                     |                                                                       |
| 23-6-1974                                                             | Stoccarda                                                             | Polonia                                                               | 2 – 1                                                                 | Italia                                                                | Mondiali 1974 - 1º turno                                              | -                                                                     |                                                                       |
| Totale                                                                |                                                                       | Presenze                                                              | 19                                                                    |                                                                       | Reti                                                                  | 0                                                                     |                                                                       |

## Palmarès

### Giocatore

#### Club

##### Competizioni nazionali
- Coppa Italia: 3

Roma: 1968-1969, 1979-1980, 1980-1981
- Campionato italiano: 5

Juventus: 1971-1972, 1972-1973, 1974-1975, 1976-1977, 1977-1978

##### Competizioni internazionali
- Coppa UEFA: 1

Juventus: 1976-1977

### Allenatore
- Campionato Primavera: 1

Roma: 1989-1990
- Torneo di Viareggio: 1

Roma: 1991
- Coppa Italia Primavera: 1

Roma: 1993-1994